# Península de Orote
A península de Orote é uma península de 4 km de comprimento na costa ocidental de Guam, território dos Estados Unidos na Oceania. A península faz parte da aldeia de Santa Rita.
A península de Orote é o local da Base Naval de Guam.
A península é mencionada na série de TV Lost.